# 下腳踏
下腳踏，又稱為嘉福莊，是臺灣臺中市大安區的一個傳統地域名稱，位於該區中部偏北。相較於今日行政區，其範圍大致包括西安里西南半部不含最南端及西部凸出部分的西側邊界地帶中段、海墘里東部凸出部分的東側邊界中段及其南側邊界地帶。

## 歷史
台灣清治末期，下腳踏地區為一街庄，稱為「下腳踏庄」，隸屬於苗栗三堡。該庄西北與海墘厝庄為鄰，東北及東與頂腳踏庄為鄰，東南邊為松仔腳庄，南邊及西南邊隔溫寮溪與溪洲庄為界。
1901年（日明治三十四年）11月，全台廢縣廳改設二十廳，該庄隸屬於苗栗廳。1903年（明治三十六年）6月，該庄編入「大安區」，仍隸屬於苗栗廳。1909年（明治四十二年）10月，全台二十廳合併為十二廳，苗栗廳廢止，大安區改隸屬於臺中廳。1920年（大正九年），全台地方制度大改正，該庄改制為「下腳踏」大字，隸屬於臺中州大甲郡大安庄。
戰後大安庄改制為大安鄉，隸屬於臺中縣，大字亦改制為村。1950年10月，中、彰、投分治，大安鄉隸屬不變。2010年12月，隨著臺中縣、市合併為直轄臺中市，大安鄉改制為大安區，村亦改制為里。

## 聚落
本地區有嘉福莊聚落。

## 交通
省道台61線又稱「西部濱海快速公路」，是新北市八里至臺南市安南的快速公路，大致以北北東—南南西走向兩度經過下腳踏地區西部邊界地帶。由此可快速前往台灣西部海岸各地。
市道132號（大安港路）是大安港至后里的道路，大致以西北西—東南東走向轉西北—東南走向再轉北偏西—南偏東走向經過本地區北部及東部邊界地帶。由該道路向西北西可前往海墘厝地區並止於大安港南側的區道中7線路口，向南偏東轉東南可前往大甲、外埔、后里並止於台鐵后里車站前。
區道中7線（中山北路）是田心子至水汴頭道路，大致以北北西—南南東走向經過本地區極西點。由該道路向北北西轉東北可前往海墘厝、北汕、下大安、田心子並止於安田庄，向南南東可前往溪洲西北部、龜殼、中庄、東勢尾、六塊厝東北部的水汴頭聚落並止於省道台1線路口。
區道中10線（東西七路）是頂腳踏至大安溪口的道路，其西側端點位於本地區東北部邊界地帶的市道132號路口。由此向東南東出境後，可前往頂腳踏、社尾、頂店地區北部的大安溪橋南側並止於省道台1線路口。
區道中14線（東西九路）是溫寮至社尾的道路，大致以西北西—東南東走向由本地區西部邊界入境，至下腳踏主聚落繞南側而過後，以大致同方向續行至由本地區東部邊界出境。由該道路向西北西可前往海墘厝地區的溫寮並止於區道中7線路口，向東南東可前往頂腳踏南部、社尾南部並止於社尾聚落西北側的區道中13線路口。